# Ganesh Himal
Pour les articles homonymes, voir Ganesh (homonymie).
Le Ganesh Himal est un massif du haut Himalaya. Il est principalement situé au Népal (centre-nord), néanmoins quelques sommets se trouvent au Tibet. La vallée de Trisuli à l'est, creusée par la rivière Bothe Khosi, le sépare du Langtang Himal. La vallée de Budhi Gandaki et la vallée de Shyar Khola à l'ouest le séparent du Sringi Himal et du Mansiri Himal (Manaslu).
Son nom provient du dieu Hindou Ganesh, représenté par un éléphant. En réalité, la face sud du Pabil (Ganesh IV) ressemble à un éléphant, avec une crête qui fait penser à une trompe.
Les hautes vallées du Ganesh Himal sont très peuplées ; on y rencontre majoritairement des tamangs, une ethnie tibéto-birmane chaleureuse qui a su conserver un mode de vie traditionnel.
Les noms et les altitudes de ce massif divergent selon la source.

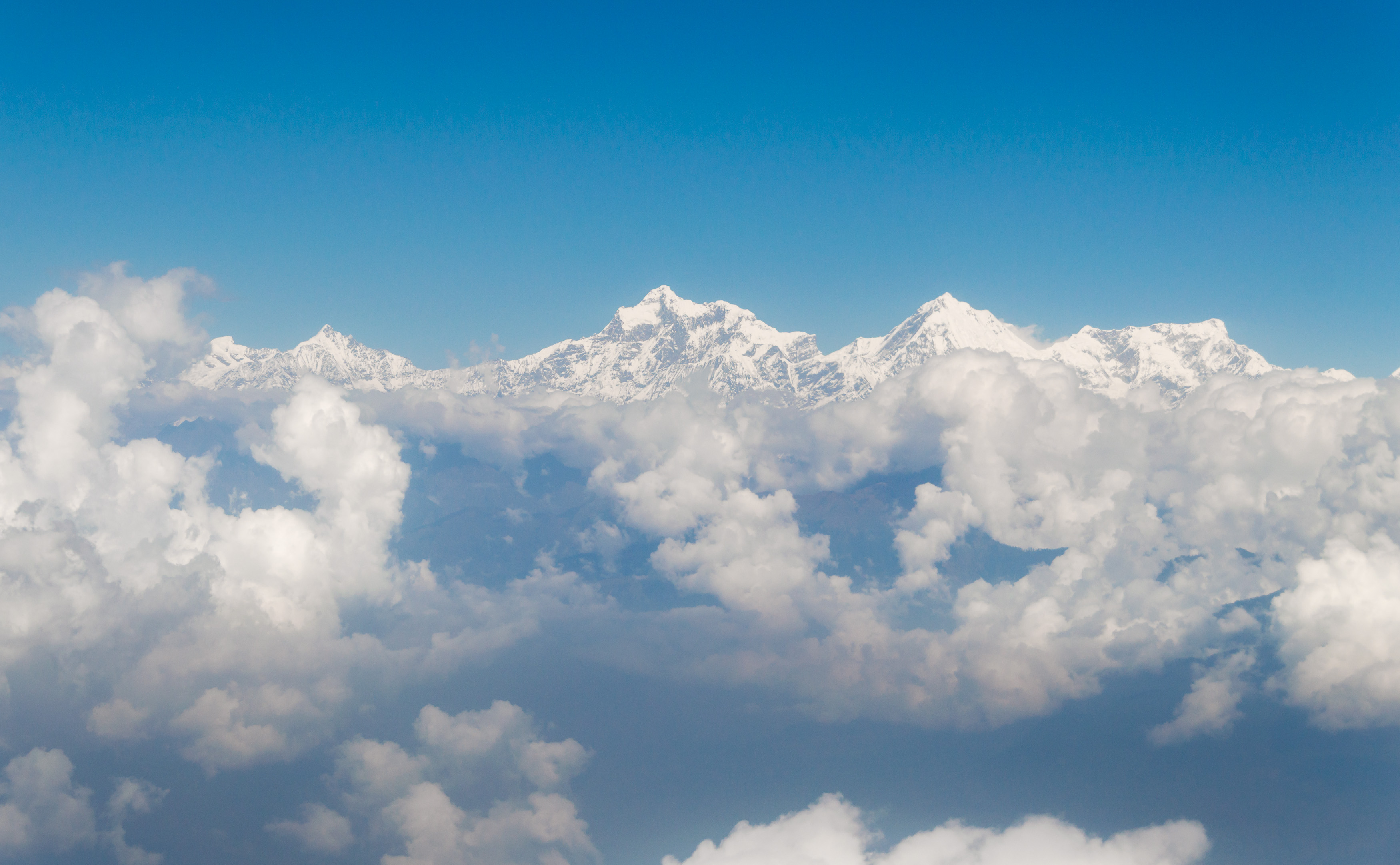
Vue aérienne d'une partie du massif.

## Sommets principaux
| Nom,                      | Altitude (m), | Altitude (ft) | Coordonnées,                 | Hauteur locale (m), | Première ascension |
| ------------------------- | ------------- | ------------- | ---------------------------- | ------------------- | ------------------ |
| Yangra (Ganesh I/Main/NE) | 7 422         | 24,350        | 28° 23′ 30″ N, 85° 07′ 38″ E | 2 352               | 1955               |
| Ganesh II/NW              | 7 118         | 23,353        | 28° 22′ 45″ N, 85° 03′ 24″ E | 1 198               | 1981               |
| Salasungo (Ganesh III/SE) | 7 043         | 23,107        | 28° 20′ 06″ N, 85° 07′ 18″ E | 641                 | 1979               |
| Pabil (Ganesh IV/SW)      | 7 104         | 23,307        | 28° 20′ 45″ N, 85° 04′ 48″ E | 927                 | 1978               |

## Trek
Le massif n'est pas très fréquenté par le tourisme et les infrastructures (itinéraires de trek, lodges, tea shops) sont absentes. Ces dernières années toutefois, une recrudescence du nombre de visiteurs entraîne la création de nouveaux lodges, et une certaine perte de la culture traditionnelle locale, ainsi que l'apparition de comportements mercantiles[réf. nécessaire].
De ce fait, le Ganesh Himal est réellement préservé et il est tout à fait intéressant de le visiter. Mis à part le Tamang Heritage Trail, il n'y a pas de trek défini, plusieurs itinéraires sont possibles. Le plus simple est de passer par une agence qui guidera les trekkeurs, et portera tentes et vivres. Il est possible de loger chez l'habitant, accompagné d'un Népalais (l'anglais est relativement peu parlé).